# 氢氧化铟
氢氧化铟是一种无机化合物，化学式为In(OH)3，它最主要的用途是制备氧化铟(III)。它在自然界中以稀有矿物羟铟石的形式存在。

## 结构
In(OH)3属立方晶系，空间群Im3，有扭曲的ReO3结构。

## 制备和反应
用含In3+的溶液，如In(NO3)3或InCl3，和氢氧化物反应，得到白色沉淀In(OH)3。
类似氢氧化镓（Ga(OH)3）和氢氧化铝（Al(OH)3），氢氧化铟呈两性，但酸性要比它们低，在碱的溶解度也比酸低。它在任何用途中都可看作是碱性氢氧化物。
氢氧化铟会和强碱反应，生成In(OH)4−或In(OH)4(H2O)−。